# Carsten Jancker
Carsten Jancker (Grevesmühlen, NDK, 1974. augusztus 28. –) válogatott német labdarúgó, csatár, edző.

## Pályafutása

### Klubcsapatban
1991–92-ben a Hansa Rostock, 1992–93-ban az 1. FC Köln korosztályos csapataiban kezdte a labdarúgást. 1993 és 1995 között az 1. FC Köln, 1995–96-ban az osztrák Rapid Wien, 1996 és 2002 között a Bayern München, 2002 és 2004 között az olasz Udinese, 2004 és 2006 között az 1. FC Kaiserslautern, 2006-ban a kínai Sanghaj Senhua, 2007 és 2009 között az osztrák SV Mattersburg labdarúgója volt. 
1995–96-ban a Rapiddal osztrák bajnok és KEK-döntős volt. A Bayern München csapatával négy német bajnoki címet és két kupagyőzelmet nyert. 2000–01-ben bajnokok ligája-győztes, 1998–99-ben pedig döntős volt.

### A válogatottban
1998 és 2002 között 33 alkalommal szerepelt a német válogatottban és tíz gólt szerzett. Részt vett a 2000-es Európa-bajnokságon és a 2002-es világbajnokságon. Utóbbin ezüstérmet szerzett a német csapattal.

### Edzőként
2010 óta Ausztriában dolgozik edzőként. 2010-ben a  Neusiedl am See 1919 U14-es, 2010 és 2013 között a Rapid Wien U15-ös csapatának edzője volt. 2013 és 2016 között a Rapidnál segédedző volt. 2017–2018-ban az SV Horn, 2019 és 2021 között a Marchfeld Donauauen szakmai munkáját irányította. 2021 óta a DSV Leoben vezetőedzője.

## Sikerei, díjai
Rapid Wien
- Osztrák bajnokság
  - bajnok: 1995–96
- Kupagyőztesek Európa-kupája (KEK)
  - döntős: 1995–96

 Bayern München
- Német bajnokság (Bundesliga)
  - bajnok (4): 1996–97, 1998–99, 1999–00, 2000–01
- Német kupa (DFB-Pokal)
  - győztes (2): 1997–98, 1999–00
- Német ligakupa (DFB-Ligapokal)
  - győztes (4): 1997, 1998, 1999, 2000
- Bajnokok ligája
  - győztes: 2000–01
  - döntős: 1998–99
- Interkontinentális kupa
  - győztes: 2001